# Notidobia bizensis
Notidobia bizensis är en nattsländeart som beskrevs av Malicky och Füsun Sipahiler 1993. Notidobia bizensis ingår i släktet Notidobia och familjen krumrörsnattsländor. Inga underarter finns listade i Catalogue of Life.